# Karthäuserhof (Eisenach)

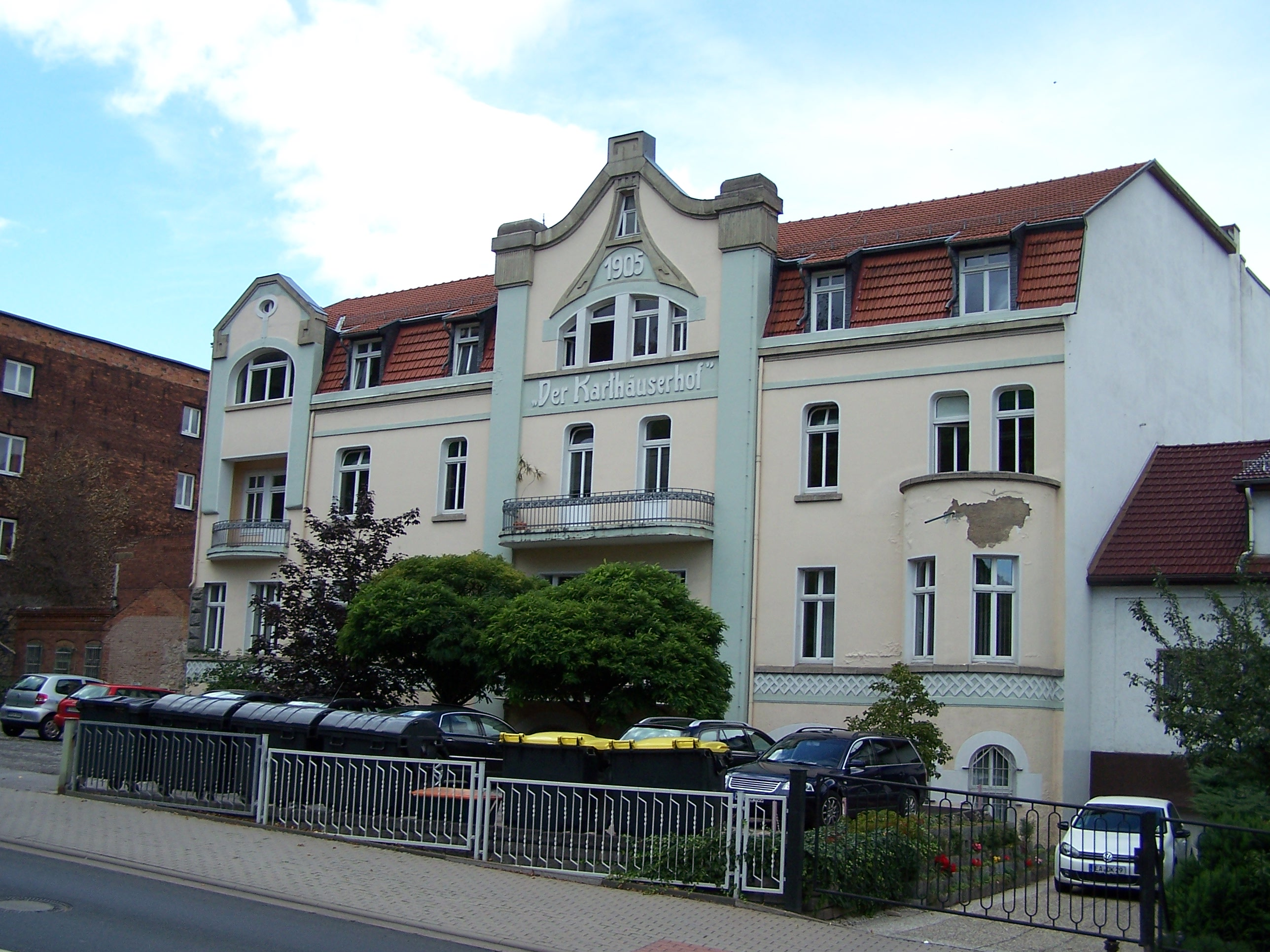
Ansicht von der Wartburgallee (2011)

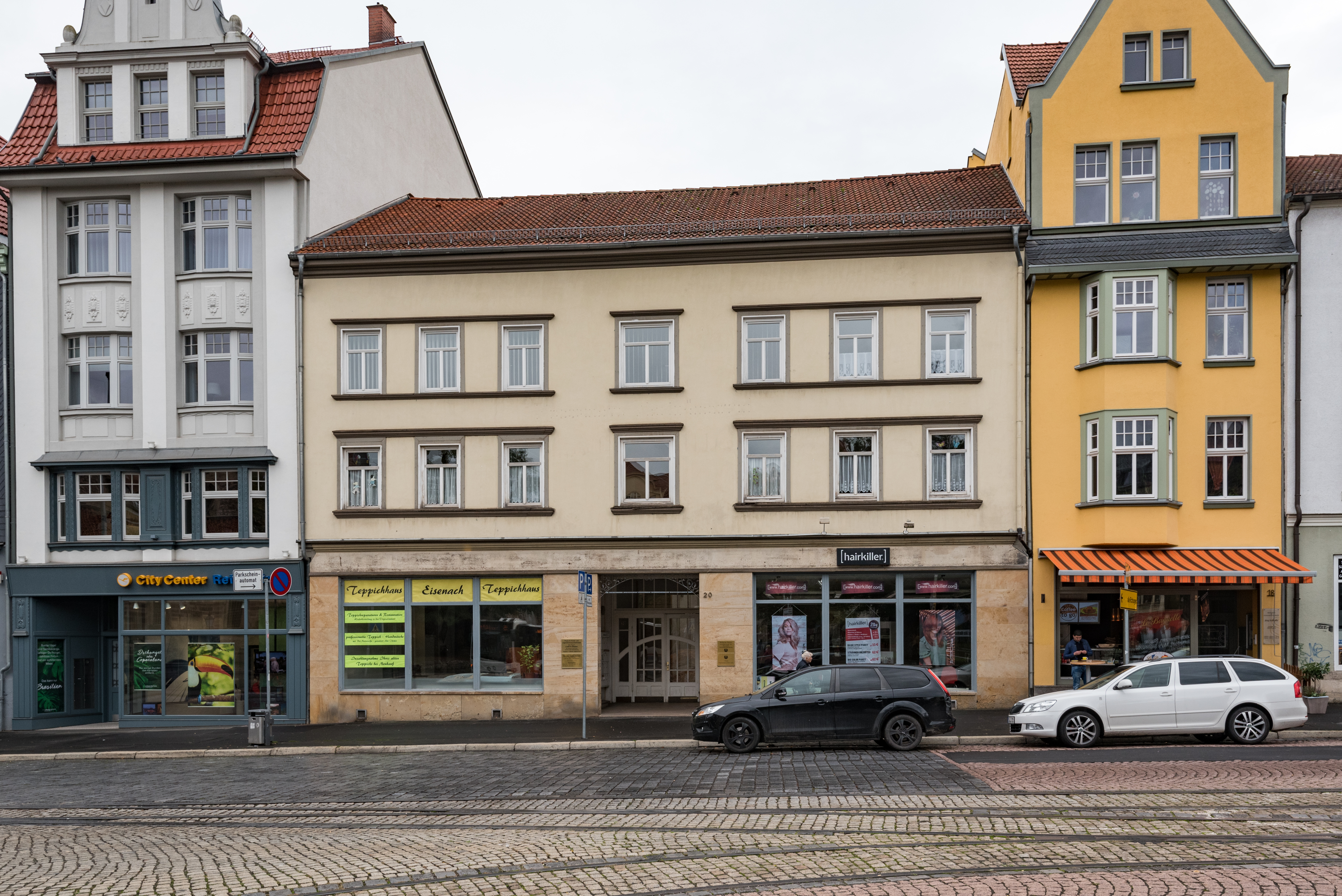
Ansicht vom Karlsplatz (2019)

Der Karthäuserhof ist ein ehemaliges Hotel am Karlsplatz und in der Wartburgallee in Eisenach in Thüringen.

## Lage
Der Karthäuserhof liegt im Stadtzentrum von Eisenach in unmittelbarer Nachbarschaft des Nikolaitores an der Südseite des Karlsplatzes zwischen diesem und der Wartburgallee.

## Architektur und Geschichte
Der Name Karthäuserhof leitet sich, wie auch beim Eisenacher Karthausgarten, von der Kartause Eisenach ab.
Der Karthäuserhof wurde ab 1904 in Auftrag des Eisenacher Unternehmers Gottlieb Anhalt nach Plänen des Architekten Isidor Seifert im Jugendstil erbaut. Am 1. September 1905 wurde der Karthäuserhof als Hotel eröffnet.
Der Hotelbetrieb endete vermutlich um 1943. Um 1950 wurde das Internat des Instituts für Lehrerbildung im Karthäuser untergebracht. Im Erdgeschoss zum Karlsplatz hin entstanden 1949 ein Restaurant und das erste Eisenacher Geschäft der Handelsorganisation. Nach Ende der Nutzung als Internat wurde das Gebäude ab den 1990er Jahren als Büro- und Geschäftshaus genutzt. Ansässig waren hier zeitweise unter anderem ein Reisebüro, eine Krankenkasse, Kanzleien und die Lokalredaktion der Thüringer Allgemeine. Auch das Bildungswerk Thüringer Wirtschaft nutzte einige der Räume für Schulungen und Weiterbildungen. Ab 2015 stand der zur Wartburgallee hin gelegene Gebäudeteil leer.
2021 begann eine Gesellschaft bürgerlichen Rechts mit der umfassenden Sanierung des ehemaligen Hotels. Im August 2024 bezog die Bildungsakademie des Diakonischen Bildungsinstitutes den an der Wartburgallee liegenden Teil des Gebäudekomplexes.
Nach Abschluss der Sanierung ist die Eröffnung eines Sushi-Restaurants in den Räumen am Karlsplatz vorgesehen.

## Quelle
- Jensen Zlotowicz: Früheres Hotel am Karlsplatz erwacht, Thüringer Allgemeine/Eisenacher Allgemeine vom 19. September 2024